# Marcus Toji
Marcus Toji (3 novembre 1984) è un attore e doppiatore statunitense.

## Filmografia parziale

### Cinema
- Una promessa è una promessa (1996)
- La sirenetta II - Ritorno agli abissi (2000) - voce

### Televisione
- E.R. - Medici in prima linea (1 episodio, 1995)
- West Wing - Tutti gli uomini del Presidente (The West Wing) - serie TV, episodio 3xS1 (2001)
- Dragster Girls (Right on Track), regia di Duwayne Dunham – film TV (2003)
- Patriot - Serie TV (2017-In corso)

## Doppiatori italiani
Nelle versioni in italiano delle opere in cui ha recitato, Derek Richardson è stato doppiato da:
- Daniele Raffaeli in Dragster Girls
- Gianluca Musiu in Dr. House - Medical Division
- Paolo De Santis in Patriot